# Списак томова серије Напад титана
Мангу Напад титана написао је и илустровао Хаџиме Исајама. Објављивала се од септембра 2009, до априла 2021. године у месечном шонен часопису Bessatsu Shōnen Magazine, и поглавља су јој сакупљена у 34 танкобон тома. Серија је била веома популарна, и стога произвела многе спиноф манге и романе.
У Србији, издавачка кућа Darkwood је превела мангу на српски језик.

## Списак томова
| - Епизода 1: „Теби, за 2.000 година” (二千年後の君へ -) - Епизода 2: „Тај дан” (その日 ) - Епизода 3: „Ноћ распуштања” (解散式の夜 ) - Епизода 4: „Прва битка” (初陣 ) |

| - Епизода 5: „Трачак светлости усред очаја” (絶望の中で鈍く光る ) - Епизода 6: „Свет који је девојчица видела” (少女が見た世界 ) - Епизода 7: „Мало сечиво” (小さな刃 ) - Епизода 8: „Урлик” (咆哮 ) - Епизода 9: „Чују се откуцаји срца” (心臓の鼓動が聞こえる ) |

| - Специјална епизода: „Капетан Леви” (リヴァイ兵士長 ) - Епизода 10: „Где је лева рука?” (左腕の行方 ) - Епизода 11: „Одговор” (応える ) - Епизода 12: „Симбол” (偶像 ) - Епизода 13: „Рана” (傷 ) |

| - Епизода 14: „Исконска жудња” (原初的欲求 -) - Епизода 15: „Један по један” (個々 ) - Епизода 16: „Нужност” (必要 ) - Епизода 17: „Илузија снаге” (武力幻想 ) - Епизода 18: „Шта сад урадити?” (今、何をすべきか , ) |

| - Специјална епизода: „Илзина бележница” (イルゼの手帳 ) - Епизода 19: „Још се не види” (まだ目を見れない ) - Епизода 20: „Одред за специјалне операције” (特別作戦班 -) - Епизода 21: „Отварање капије” (開門 ) - Епизода 22: „Формација потраге за непријатељем на дуге стазе” (長距離索敵陣形 ) |

| - Епизода 23: „Женски титан” (女型の巨人 ) - Епизода 24: „Шума џиновског дрвећа” (巨大樹の森 -) - Епизода 25: „Угриз” (嚙みつく ) - Епизода 26: „Погодним путем” (好都合な道を ) |

| - Епизода 27: „Ервин Смит” (エルヴィン•スミス •) - Епизода 28: „Избор и последица” (選択と結果 ) - Епизода 29: „Маљ” (鉄槌 ) - Епизода 30: „Губитници” (敗者達 -) |

| - Епизода 31: „Осмех” (微笑み ) - Епизода 32: „Милосрђе” (慈悲 ) - Епизода 33: „Зид” (壁 ) - Епизода 34: „Плес ратника” (戦士は踊る ) |

| - Епизода 35: „Зверски титан” (獣の巨人 ) - Епизода 36: „Код куће сам” (ただいま ) - Епизода 37: „На југозапад” (南西へ ) - Епизода 38: „Замак Утгард” (ウトガルド城 -) |

| - Епизода 39: „Војник” (兵士 ) - Епизода 40: „Имир” (ユミル ) - Епизода 41: „Историја” (ヒストリア ) - Епизода 42: „Ратник” (戦士 ) |

| - Епизода 43: „Оклопни титан” (鎧の巨人 ) - Епизода 44: „Удари, баци и потчини” (打•投•極 •) - Епизода 45: „Ловци” (追う者 ) - Епизода 46: „Прилика” (開口 ) |

| - Епизода 47: „Деца” (子供達 ) - Епизода 48: „Неко” (誰か ) - Епизода 49: „Напад” (突撃 ) - Епизода 50: „Врисак” (叫び ) |

| - Епизода 51: „Јединица капетана Левија” (リヴァイ班 -) - Епизода 52: „Криста Лендс” (クリスタ•レンズ •) - Епизода 53: „Димни сигнали” (狼煙 ) - Епизода 54: „Место противнапада” (反撃の場所 ) |

| - Епизода 55: „Бол” (痛み ) - Епизода 56: „Играчи” (役者 ) - Епизода 57: „Секач Кени” (切り裂きケニー ) - Епизода 58: „Пуцњава” (銃声 ) |

| - Епизода 59: „Душа богохулника” (外道の魂 ) - Епизода 60: „Поверење” (信頼 ) - Епизода 61: „Одговор” (回答 ) - Епизода 62: „Грех” (罪 ) |

| - Епизода 63: „Ланци” (鎖 ) - Епизода 64: „Одбор за дочек” (歓迎会 ) - Епизода 65: „Снови и клетве” (夢と呪い ) - Епизода 66: „Жеља” (願い ) |

| - Епизода 67: „Изван зидина дистрикта Орвуд” (オルブド区外壁 -) - Епизода 68: „Краљ зидина” (壁の王 ) - Епизода 69: „Пријатељи” (友人 ) - Епизода 70: „Некадашњи” (いつか見た夢 ) |

| - Епизода 71: „Посматрач” (傍観者 ) - Епизода 72: „Ноћ операције преузимања контроле над зидом” (奪還作戦の夜 ) - Епизода 73: „Град у коме је све почело” (はじまりの街 ) - Епизода 74: „Услов за успех операције” (作戦成功条件 ) |

| - Епизода 75: „Два фронта” (二つの戦局 ) - Епизода 76: „Громовска копља” (雷槍 ) - Епизода 77: „Свет који су они видели” (彼らが見た世界 ) - Епизода 78: „Свечана посета” (光臨 ) |

| - Епизода 79: „Савршена игра” (完全試合 ) - Епизода 80: „Безимени војници” (名も無き兵士 ) - Епизода 81: „Обећање” (約束 ) - Епизода 82: „Херој” (勇者 ) |

| - Епизода 83: „Секира” (大鉈 ) - Епизода 84: „Поноћно сунце” (白夜 ) - Епизода 85: „Подрум” (地下室 ) - Епизода 86: „Тог дана” (あの日 ) |

| - Епизода 87: „Гранична линија” (境界線 ) - Епизода 88: „Јуришни титан” (進撃の巨人 ) - Епизода 89: „Састанак” (会議 ) - Епизода 90: „Са друге стране зида” (壁の向こう側へ ) |

| - Епизода 91: „Преко океана” (海の向こう側 ) - Епизода 92: „Марлеански војници” (マーレの戦士 ) - Епизода 93: „Ноћни воз” (闇夜の列車 ) - Епизода 94: „Дечак унутар зидова” (壁の中の少年 ) |

| - Епизода 95: „Лажов” (嘘つき ) - Епизода 96: „Врата наде” (希望の扉 ) - Епизода 97: „Из руке у руку” (手から手へ ) - Епизода 98: „Хвала богу” (よかったな ) |

| - Епизода 99: „Сенка кривца” (疾しき影 ) - Епизода 100: „Објава рата” (宣戦布告 ) - Епизода 101: „Титан Ратни чекић” (戦鎚の巨人 ) - Епизода 102: „Сада је прекасно” (後の祭り ) |

| - Епизода 103: „Напад” (強襲 ) - Епизода 104: „Побуњеници” (勝者 ) - Епизода 105: „Метак убице” (凶弾 ) - Епизода 106: „Хероји волонтери” (義勇兵 ) |

| - Епизода 107: „Посетилац” (来客 ) - Епизода 108: „Добар аргумент” (正論 ) - Епизода 109: „Водичи” (導く者 ) - Епизода 110: „Лажњак” (偽り者 ) |

| - Епизода 111: „Деца шуме” (森の子ら ) - Епизода 112: „Незнање” (無知 ) - Епизода 113: „Насиље” (暴悪 ) - Епизода 114: „Једини спас” (唯一の救い ) |

| - Епизода 115: „Подршка” (支え ) - Епизода 116: „Небо и Земља” (天地 ) - Епизода 117: „Осуда” (断罪 ) - Епизода 118: „Изненадни напад” (騙し討ち ) |

| - Епизода 119: „Старији и млађи брат” (兄と弟 ) - Епизода 120: „Тренутак” (刹那 ) - Епизода 121: „Сећања на будућност” (未来の記憶 ) - Епизода 122: „Од тебе од пре 2000 година” (二千年前の君から -) |

| - Епизода 123: „Ђаволи са острва” (島の悪魔 ) - Епизода 124: „Отапање” (氷解 ) - Епизода 125: „Залазак сунца” (夕焼け ) - Епизода 126: „Понос” (矜持 ) |

| - Епизода 127: „Ноћ краја” (終末の夜 ) - Епизода 128: „Издајник” (裏切り者 ) - Епизода 129: „Присећање” (懐古 ) - Епизода 130: „Зора човечанства” (人類の夜明け ) |

| - Епизода 131: „Подрхтавање земље” (地鳴らし ) - Епизода 132: „Крила слободе” (自由の翼 ) - Епизода 133: „Грешници” (罪人達 -) - Епизода 134: „У бездану очаја” (絶望の淵にて ) |

| - Епизода 135: „Борба између неба и земље” (天と地の戦い ) - Епизода 136: „Положите своја срца” (心臓を捧げよ ) - Епизода 137: „Титани” (巨人 ) - Епизода 138: „Дугачак сан” (長い夢 ) - Епизода 139: „Ка дрвету на оном брду” (あの丘の木に向かって ) |